# Alison Jolly
Alison Jolly (Ithaca, 9 de mayo de 1937-Lewes, 6 de febrero de 2014) fue una primatóloga conocida por sus estudios sobre la biología de los lémures y por su labor educativa y de divulgación sobre estos primates. Fue autora de varios libros dirigidos tanto a científicos como para el público en general y dirigió un gran número de trabajos de campo sobre lémures en Madagascar, principalmente en la Reserva Berenty, una pequeña reserva privada de zona boscosa en el área semiárida de la ecorregión de matorral espinoso del sur de Madagascar. Fue Oficial de la Orden Nacional de Madagascar, presidenta de la Sociedad Primatológica Internacional entre 1992 y 1996 y miembro de la Academia Americana de la Ciencia. También es conocida por sus sustanciales contribuciones a la teoría evolutiva humana. Entre sus obras sobre primatología y conservación se incluye Lucy's Legacy: Sex and Intelligence in Human Evolution que ganó el Professional/Scholarly Publishing Award de la Asociación Americana de Editores en 1999.
BA por la Universidad Cornell y Ph.D. por la Universidad Yale, fue investigadora en la Sociedad Zoológica de Nueva York y en las universidades de Cambridge, Sussex, Rockefeller y Princenton; en el año 2011 desarrollaba su trabajo como científico asociado en la Universidad de Sussex.
Jolly comenzó a estudiar el comportamiento de los lémures en la Reserva Berenty en 1963. Desde 1990 vuelve cada temporada de cría para realizar investigaciones con la asistencia de voluntarios estudiantiles. Sus estudios se han centrado en la demografía del lémur de cola anillada (Lemur catta), su variedad y sobre todo su comportamiento intergrupal y territorial. Recibió el Premio de Logros de toda una Vida de la Sociedad Primatológica Internacional en 2010.
Entre su bibliografía científica se encuentran títulos como Lemur Behavior: A Madagascar Field Study y Lucy’s Legacy: Sex and Intelligence in Human Evolution, y entre sus trabajos no técnicos escribió, entre otros, Madagascar: A World out of Time y Lords & Lemurs: Mad Scientists, Kings With Spears, and the Survival of Diversity in Madagascar. También escribió numerosos artículos para revistas de divulgación y diversas publicaciones científicas, y apareció en numerosos documentales televisivos.

## Vida personal
Estaba casada con Sir Richard Jolly, economista y directivo de la Organización de las Naciones Unidas, con el que tuvo cuatro hijos.

## Honores
Epónimos
- Lémur ratón de Jolly (Microcebus jollyae), 2006, Louis et ál.[13][5]

## Algunas publicaciones
- Lemur behavior: A Madagascar field study. 1966. OCLC 325174.
- The evolution of primate behavior. 1972. OCLC 334199.
- Play: Its role in development and evolution. 1976. ISBN 0465057810.
- A world like our own : man and nature in Madagascar. 1980. ISBN 0300024789.
- Madagascar, Key Environments Series. 1984. ISBN 0080280021.
- Madagascar, a world out of time. 1993. ISBN 0893814229.
- Lucy's Legacy: Sex and Intelligence in Human Evolution. 1999. ISBN 0674000692.
- Lords and Lemurs: Mad Scientists, Kings with Spears, and the Survival of Diversity in Madagascar. 2004. ISBN 0618367519.
- Ny aiay Ako (Ako the aye-aye). 2005. ISBN 0976600900.
- Ringtailed lemur biology : Lemur catta in Madagascar. 2006. ISBN 9780387341262.